# Chloropicus
Chloropicus – rodzaj ptaków z podrodziny dzięciołów (Picinae) w rodzinie  dzięciołowatych (Picidae).

## Zasięg występowania
Rodzaj obejmuje gatunki występujące w Afryce.

## Morfologia
Długość ciała 24–27 cm; masa ciała 50–89 g.

## Systematyka

### Etymologia
- Chloropicus: gr. χλωρος khlōros „zielony”; późnogr. πικος pikos „dzięcioł”, od łac. picus „dzięcioł”[4].
- Thripias: gr. θριψ thrips, θριπος thripos „kornik”; πιαζω piazō „chwytać, wykorzystywać”[5]. Gatunek typowy: Picus namaquus A.A.H. Lichtenstein, 1793.

### Podział systematyczny
Taksony wyodrębnione z Dendropicos. Do rodzaju należą następujące gatunki:
- Chloropicus namaquus (A.A.H. Lichtenstein, 1793) – dzięcioł sawannowy
- Chloropicus xantholophus (Hargitt, 1883) – dzięcioł złotociemieniowy
- Chloropicus pyrrhogaster (Malherbe, 1845) – dzięcioł czerwonobrzuchy